# Jerry Jarrett
Jerry W. Jarrett (Nashville (Tennessee), 4 september 1942 – Franklin (Tennessee), 14 februari 2023) was een Amerikaans worstelpromotor en professioneel worstelaar.
Jarrett is samen met zijn zoon Jeff de oprichters van Total Nonstop Action Wrestling (TNA).

## In worstelen
- Afwerking bewegingen
  - Crucifix armbar

- Kenmerkende bewegingen
  - Thesz press

## Kampioenschappen en prestaties
- Continental Wrestling Association
  - CWA World Tag Team Championship (1 keer met Tojo Yamamoto)

- NWA Mid-America
  - NWA Mid-America Tag Team Championship (1 keer met George Gulas)
  - NWA Southern Tag Team Championship (10 keer; 5x met Tojo Yamamoto, 4x met Jackie Fargo en 1x met Johnny Marlin)
  - NWA World Tag Team Championship (Mid-America version) (1 keer met Jackie Fargo)

- Southeastern Championship Wrestling
  - NWA Tennessee Tag Team Championship (1 keer met George Gulas)